# George Bryan Brummell

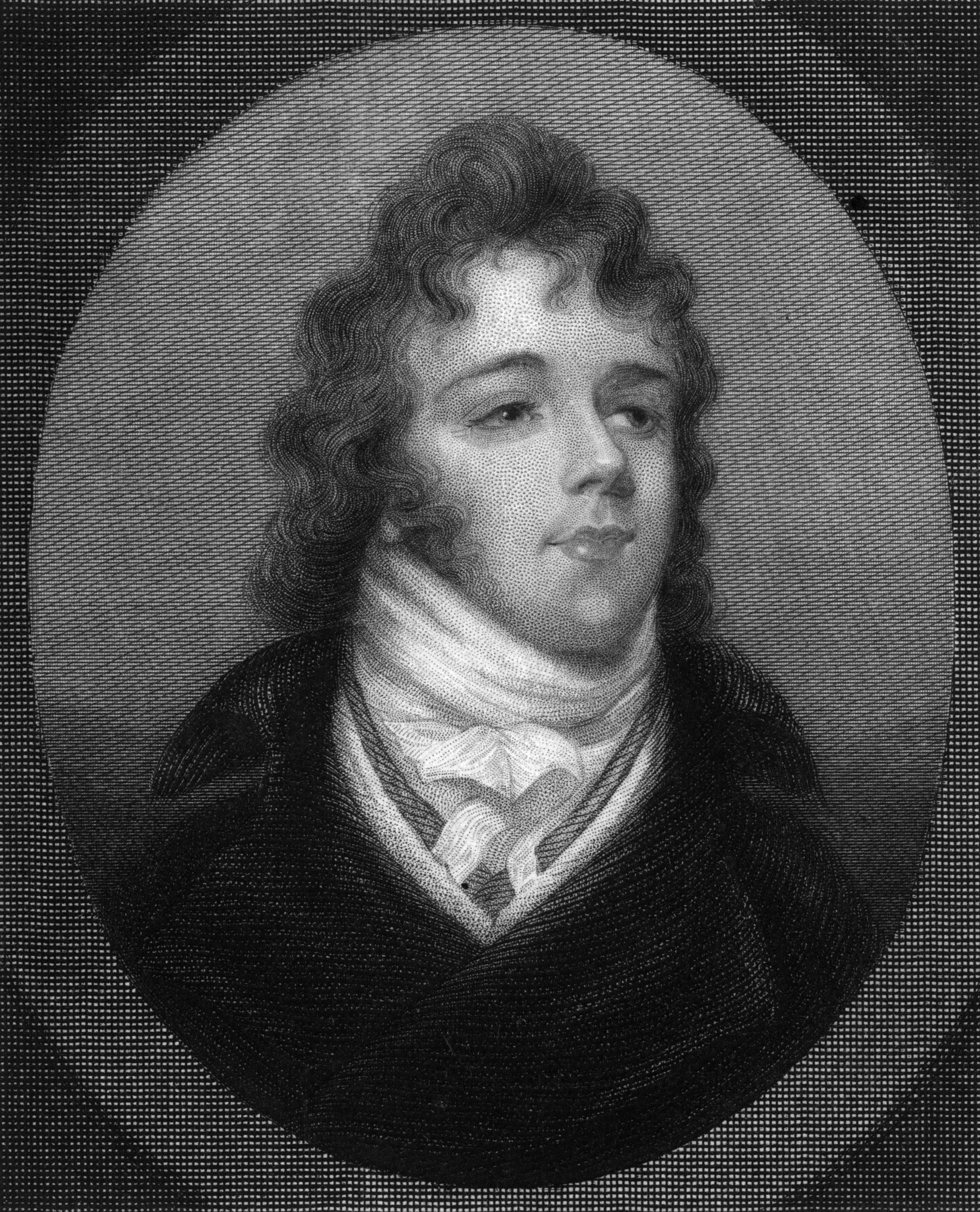
George Bryan Brummell

George Bryan Brummell, auch Beau Brummell genannt (* 7. Juni 1778 in London; † 30. März 1840 in Caen, Frankreich), war ein britischer Lebemann und Dandy. Er war ein Freund des Prinzregenten, des späteren Königs Georg IV., und die bekannteste Londoner Stilikone seiner Zeit.

## Leben
Brummell war Sohn des Politikers William Brummell. Die Familie gehörte der Mittelklasse an, doch besaß der Vater die Ambition, seinem Sohn einen gesellschaftlichen Aufstieg zu ermöglichen. Brummell wurde in Eton ausgebildet und besuchte danach die Universität Oxford, die er nach einem Jahr als Sechzehnjähriger wieder verließ. 1794 trat er dem Kavallerieregiment 10th (Prince of Wales’s Own) Regiment of (Light) Dragoons als rangjüngster Offizier bei. Hier machte er die Bekanntschaft des Prince of Wales, des späteren Königs Georg IV., der ihm auch nach Brummells Ausscheiden aus dem Armeedienst 1796 verbunden blieb. Brummell lebte in einer bescheidenen Wohnung im Londoner Stadtteil Mayfair (4 Chesterfield Street), wurde jedoch regelmäßig in den großen Häusern und Clubs Londons eingeladen, dinierte jeden Abend mit Freunden in guten Restaurants und ging anschließend ins Theater oder in die Oper.  
Brummell fiel 1811 beim englischen Kronprinzen in Ungnade, blieb aber Mitglied der eleganten gesellschaftlichen Kreise. 1816 floh er nach Frankreich, um dem Schuldgefängnis zu entgehen. Während er Spielschulden als „Ehrenschulden“ umgehend beglich, beliefen sich seine anderen Verbindlichkeiten auf mehrere tausend britische Pfund. In der Folgezeit wurde er mit Hilfe von Freunden kurzzeitig englischer Konsul in Caen. Zu seinem Nachteil wurde der Posten abgeschafft.
Brummell war mittellos, als er 1840 in Caen verstarb.

## Stilikone

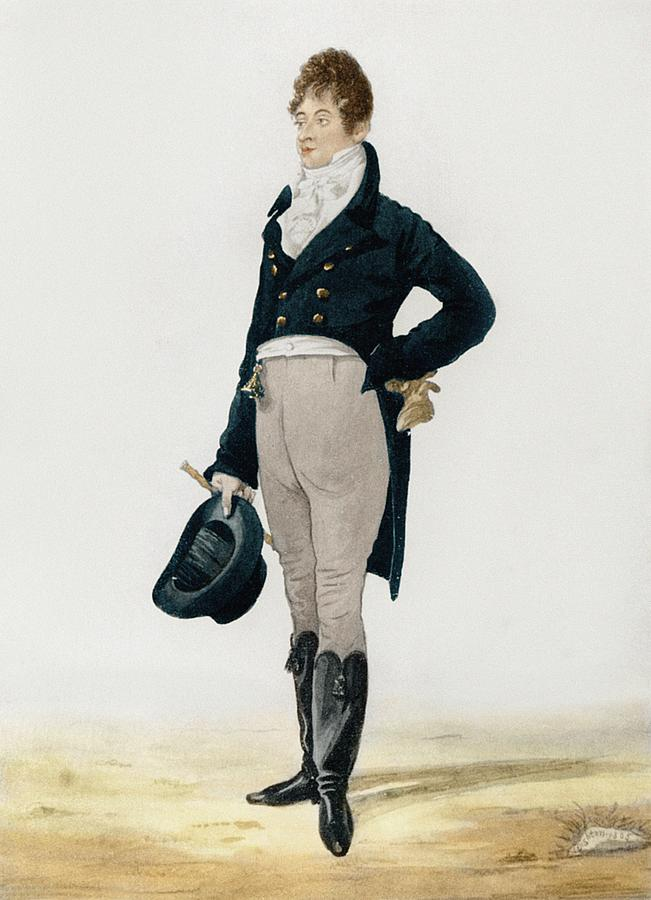
Brummell (1806)

Brummell gilt als einer der ersten (und archetypischen) Dandys. Sein Spitzname Beau (französisch: „Schönling“) bezog sich in erster Linie auf seine ausgewählte Kleidung. Eigenen Angaben zufolge benötigte er fünf Stunden, um sich anzuziehen. Er bevorzugte elegante Kleidung und schöne Halstücher, wobei er durch Verwendung neuer Kombinationen oder Farbtöne häufig modische Richtungen vorgab. Ein besonders extravagantes Detail war, dass er empfahl, Stiefel mit Champagner zu polieren. Dennoch war er ein Vertreter des modischen Understatements. Er bevorzugte gedeckte Farben und machte den modernen Herrenanzug mit langen Hosen und geradlinigem Jackett salonfähig. Der Krawatte verhalf er zu ihrer weiten Verbreitung. Zudem erfand er den gestärkten Hemdkragen. Vor allem durch seinen Einfluss auf den Prince of Wales und dessen Freundeskreis wurde er zum arbiter elegantiarum und Trendsetter der britischen Oberschicht.

## Nachwirkung

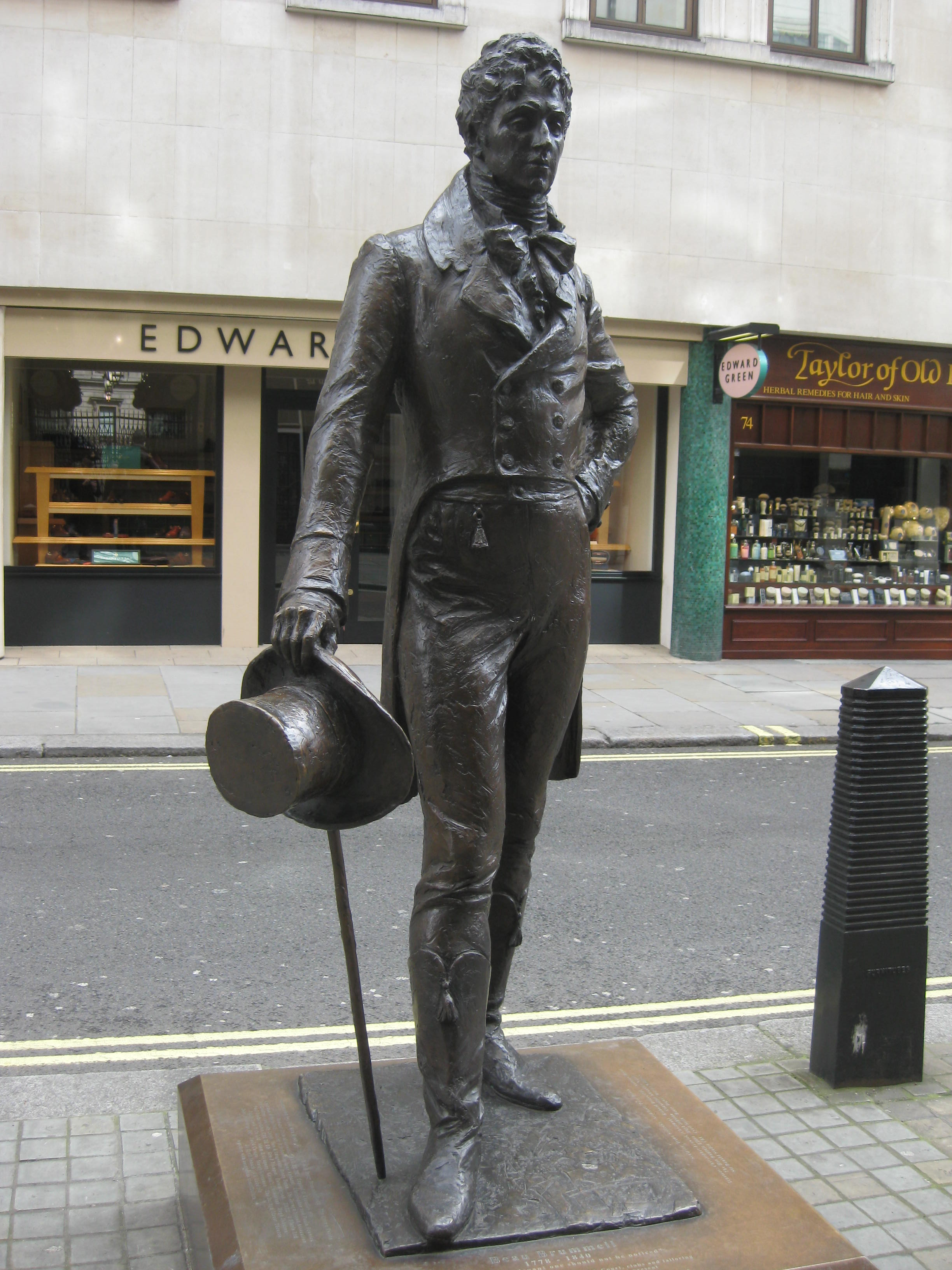
Statue des Beau Brummell auf der Londoner Jermyn Street

Sein Leben diente als Vorlage für das Bühnenstück Beau Brummell von Clyde Fitch aus dem Jahr 1889. Aufgrund dieser Vorlage folgten zwei Verfilmungen, zunächst ein Stummfilm im Jahr 1924 und dann eine Neuverfilmung im Jahr 1954 unter dem Titel Beau Brummel – Rebell und Verführer mit Stewart Granger in der Hauptrolle und Peter Ustinov als Kronprinz Georg. Insgesamt wurde das Leben Brummells mindestens vier Mal verfilmt. Ernst Penzoldt ließ sich von der Biografie des Dandys für sein Stück So war Herr Brummell inspirieren, das 1934 am Wiener Burgtheater mit großem Erfolg uraufgeführt wurde.
In der Literatur wurde die Lebensgeschichte Beau Brummells unter anderem 1929 in einem Essay von Virginia Woolf beleuchtet. 2002 wurde auf der Londoner Jermyn Street, wo die eleganten Herrenausstatter ihre Geschäfte haben, eine Statue Brummells aufgestellt, die die tschechischstämmige Bildhauerin Irena Sedlecká (1928–2020) geschaffen hat. Der Sockel enthält als Inschrift ein Zitat von ihm: „To be truly elegant one should not be noticed“ („Um wirklich elegant zu sein, sollte man nicht auffallen“).